# Tenomerga yamato
Tenomerga yamato är en skalbaggsart som beskrevs av Miyatake 1985. Tenomerga yamato ingår i släktet Tenomerga och familjen Cupedidae. Inga underarter finns listade i Catalogue of Life.